# Ernst Schacht
Ernst Schacht (ur. 14 kwietnia 1904 w Bazylei, zm. 23 lutego 1942 w ZSRR) – radziecki lotnik wojskowy narodowości niemieckiej, generał major lotnictwa, Bohater Związku Radzieckiego (1936).

## Życiorys
Był narodowości niemieckiej. W 1918 skończył szkołę ludową, a w 1921 szkołę elektromechaników, był uczniem elektromontera, w 1919 wstąpił do Komunistycznego Związku Młodzieży Szwajcarii, od lipca do listopada 1921 był sekretarzem technicznym KC tego związku. W listopadzie 1921 został przedstawicielem KC Komunistycznego Związku Młodzieży Szwajcarii przy Berlińskim Biurze Komunistycznej Międzynarodówki Młodzieży, był dwukrotnie aresztowany za działalność komunistyczną. W kwietniu 1922 wyemigrował do ZSRR, pracował jako elektromonter w Międzynarodowym Komitecie Pomocy Głodującym w Moskwie, od maja 1923 służył w Armii Czerwonej. W 1924 ukończył wojskową lotniczą szkołę pilotów w Borisoglebsku, a w 1925 wyższą szkołę wojskową w Sierpuchowie, został lotnikiem i starszym lotnikiem w eskadrze bombowców lekkich w Siłach Powietrznych Moskiewskiego Okręgu Wojskowego, od grudnia 1926 do grudnia 1931 uczestniczył w walkach z basmaczami jako pomocnik dowódcy i dowódca klucza w 37 eskadrze Środkowoazjatyckiego Okręgu Wojskowego w Taszkencie. W 1931 ukończył kursy doskonalenia kadry dowódczej przy Akademii Wojskowo-Powietrznej im. Żukowskiego i został dowódcą eskadry specjalnego przeznaczenia, od września 1936 do lutego 1937 jako dowódca eskadry bombowców w stopniu majora brał udział w wojnie domowej w Hiszpanii. W czerwcu 1937 wyznaczono go naczelnikiem wyższej szkoły lotniczej w Lipiecku, a 4 lipca 1937 awansowano na kombriga. W sierpniu 1939 został kierownikiem wyższych kursów doskonalenia kadry oficerskiej w Riazaniu, jednocześnie w kwietniu 1940 objął dowództwo 167 rezerwowego pułku lotniczego w Riazaniu, w 1940 ukończył Wyższe Kursy Akademickie przy Akademii Sztabu Generalnego. 4 czerwca 1940 otrzymał stopień generała majora lotnictwa.
30 maja 1941 został aresztowany jako „niemiecki szpieg i uczestnik antyradzieckiego spisku wojskowego, przekazujący Niemcom szerokie dane o budowie radzieckich samolotów” i 13 lutego 1942 skazany przez Naradę Specjalną NKWD na śmierć przez rozstrzelanie wykonaną 10 dni później. W 1943 pośmiertnie pozbawiono go tytułu Bohatera Związku Radzieckiego i wszystkich odznaczeń. 26 listopada 1955 Wojskowe Kolegium Sądu Najwyższego ZSRR zrehabilitowało go, a 2 kwietnia 1960 przywrócono mu tytuł Bohatera i odznaczenia.

## Odznaczenia
- Złota Gwiazda Bohatera Związku Radzieckiego (31 grudnia 1936)
- Order Lenina (dwukrotnie - 25 maja 1936 i 31 grudnia 1936)
- Order Czerwonego Sztandaru (26 listopada 1930)
- Medal jubileuszowy „XX lat Robotniczo-Chłopskiej Armii Czerwonej” (1938)
- Honorowa Broń (28 lutego 1928)